# Крајпуташ Милораду Лазићу у Сврачковцима
Крајпуташ Милораду Лазићу у Сврачковцима (Oпштина Горњи Милановац) налази се са десне стране Ибарске магистрале, у правцу Београда. Крајпуташ је подигнут војнику X пука Милораду Лазићу из села Сврачковци, који је погинуо борећи се против Бугара у Другом балканском рату 1913. године.

## Историјат
Насипањем деонице пута је остао знатно ниже у односу на стару позицију. Добро је очуван, за разлику од крајпуташа који се налазио у његовој непосредној близини. Од другог који је евидентно био рад истог каменоресца остао само мали део, висине 38 cm, са седам читљивих редова:
ОДЕ МЛАД ...
НА СИТНИЦИ
13 НОВЕНБРА
1914Г.
СПОМЕН МУ
ПОДИГОШЕ
ОТАЦ ЛАЗАР
БРАТ СА ТВОЈИМА

## Опис споменика
Крајпуташ Милораду Лазићу припада типу „капаша”. Исклесан је од црвенкастог грабовичког камена са оближњег брда Парац у атару села Грабовица. Стуб је висине 165 cm, са страницама ширине 45 и 23 cm. Покривен је каменом капом димензија 16х43х62 cm.

## Ликовне представе
На источној страни споменика приказан је војник у ставу мирно, руку положених уз тело, без оружја. Детаљи униформе приказани су шематизовано, осим лепо профилисане шајкаче и војничког опасача на коме су још увек видљиви трагови боје. Наличје споменика окренуто ка магистрали, пажљиво је обрађено. У горњем делу исклесан је елегантан звездасти крст у кругу, окружен цветним венцем. Изнад, у угловима стуба, приказане су лепезасте форме које симболизују крила анђела. Целом дужином споменика, са обе стране, уклесан је фриз састављен од наизменичних лиски и цветова. Општем, декоративном утиску, доприноси и занимљива форма поља у коме је уклесан натпис.

## Натписи
Око главе војника, у форми ореола, уклесан је натпис: „Милорад Лазић војник X пука”. Уз леву ивицу, вертикално надоле пише: „Гојковић троп ми”, а уз десну ивицу: „мајст Живој”
На полеђини споменика, у удубљеном пољу димензија 105х32 cm уклесан је епитаф:
ОВАЈ
СПО
МЕН ПОКАЗУЈЕ
МИЛОРАДА
Л. ЛАЗИЋА
ИЗ СВРАЧКОВА
ЦА ХРАБРОГ
ВОЈНИКА I ЧЕ
ТЕ III ВАТАЉОНА
I ПОЗ. ПОЖИ
ВИ 23 Г. ЈУНА
ЧКИ ОСВЕТИ
КОСОВО МАЋ
ЕДОНИЈУ АЛБ
АНИЈУ И ЈАДРА
НСКО МОРЕ
ПОГИБЕ БОРЕ
ЋИ СЕ СА БУГА
РИМА 14. ЈУЛА
1913 Г. БОГ ДА
МУ ДУШУ ПР
ОСТИ И ПОМИ
ЛУЈЕ АМИН
На јужној, бочној страни, изнад пушке са ремеником, уклесан је наставак текста:
ПОГИБЕ НА
ВЛАСИНИ
ГРАМАДА
БЕЛИ КАМ
ЕН
ВЕЧНИ
СПОМЕН
МУ ПОДИ
ГОШЕ ОЖ
АЛОШЋЕ
НИ ОТАЦ
ЛАЗАР И
БРАЋА ВО
ИН И РАДО
МИР 1914 Г.